# Veleposlaništvo Republike Slovenije v Ukrajini
Veleposlaništvo Republike Slovenije v Ukrajini (uradni naziv Veleposlaništvo Republike Slovenije Kijev, Ukrajina) je diplomatsko-konzularno predstavništvo (veleposlaništvo) Republike Slovenije s sedežem v Kijevu (Ukrajina). Veleposlaništvo je pristojno za Ukrajino, nerezidenčno pa iz Kijeva pokriva še Armenijo in Gruzijo.
Trenutna veleposlanica je Mateja Prevolšek.

## Veleposlaniki
- Mateja Prevolšek (2023–danes)
- Tomaž Mencin (2019–2023)
- Nataša Prah (2014–2018)
- Nataša Prah (2010–2014)
- Primož Šeligo (2006–2010)
- Andrej Gerenčer (2002–2006)
- Ida Močivnik (1998–2002)
- Ferenc Hajós (1992–1998)